# HD 209458 b
HD 209458 b ويشار إليه بشكل غير رسمي باسم أوزيريس هو كوكب خارج المجموعة الشمسية. يدور حول نجم يشابه الشمس يدعى بـ HD 209458 وينتمي هذا النجم إلى كوكبة الفرس الأعظم، ويبعد 150 سنة ضوئية عن كوكب الأرض. أكتشف في عام 1999، وتوجد أدلة على وجود بخار الماء فيه.
يبلغ نصف قطر مدار هذا الكوكب حوالي 7 مليون كم أي حوالي 0.047 وحدة فلكية وهو مايساوي تقريباً ثمن مدار عطارد حول الشمس. وبسبب هذا المدار تقدر سنة هذا الكوكب بـ 3.5 يوم أرضي، كما قدرت درجة حرارة الكوكب بـ 100 درجة مئوية. تبلغ كتلته حوالي 220 ضعف كتلة الأرض أو 0.69 من كتلة المشتري، بينما يبلغ حجمه حوالي 2.5 ضعف من حجم المشتري. وتدل هذه الكتلة الكبيرة والحجم الكبير لهذا الكوكب على أنه عملاق غازي.
يمثل الكوكب HD 209458 b عدداً من الاكتشافات المنجزة في مجال كواكب خارج المجموعة الشمسية. فقد كان أول كوكب من هذا النوع مكتشف ضمن التصنيفات الكوكبية الخارج المجموعة الشمسية: فهو أول كوكب خارج المجموعة له عبور فلكي، كما أنه أول كوكب عرف له غلاف جوي، وهو أول كوكب لوحظ وجود أبخرة الهيدروجين في غلافه الجوي، كما أنه أول كوكب وجد في الأكسجين والكربون في غلافه. وهو واحد من أول كوكبين رصد مباشرةً باستخدام المراقبة المطيافية. إضافةً إلى الاعتقاد بأنه أول كوكب يحوي على بخار الماء وذلك استناداً إلى نموذج أٌنجز في سنة 2007.
أعلن علماء الفلك في 23 يونيو من سنة 2010 بأنهم قد رصدوا عاصفة كبيرة (وبسرعة تصل إلى 7000 كم/سا) وهي أول عاصفة رصدت في الغلاف الجوي لهذا الكوكب. وقد تم هذا الرصد الدقيق باستخدام التلسكوب العظيم في المرصد الأوروبي الجنوبي وقد أظهرت الصور الطيفية الدقيقة عاصفة بسرعة هائلة من أول أكسيد الكربون تتحرك من جانب الكوكب الحار إلى الجانب البارد من الكوكب. كما أدى هذا الرصد إلى تحديد سرعة دوران الكوكب حول نجمه مما سمح بتحديد كتلته.

## الاكتشاف

### العبور

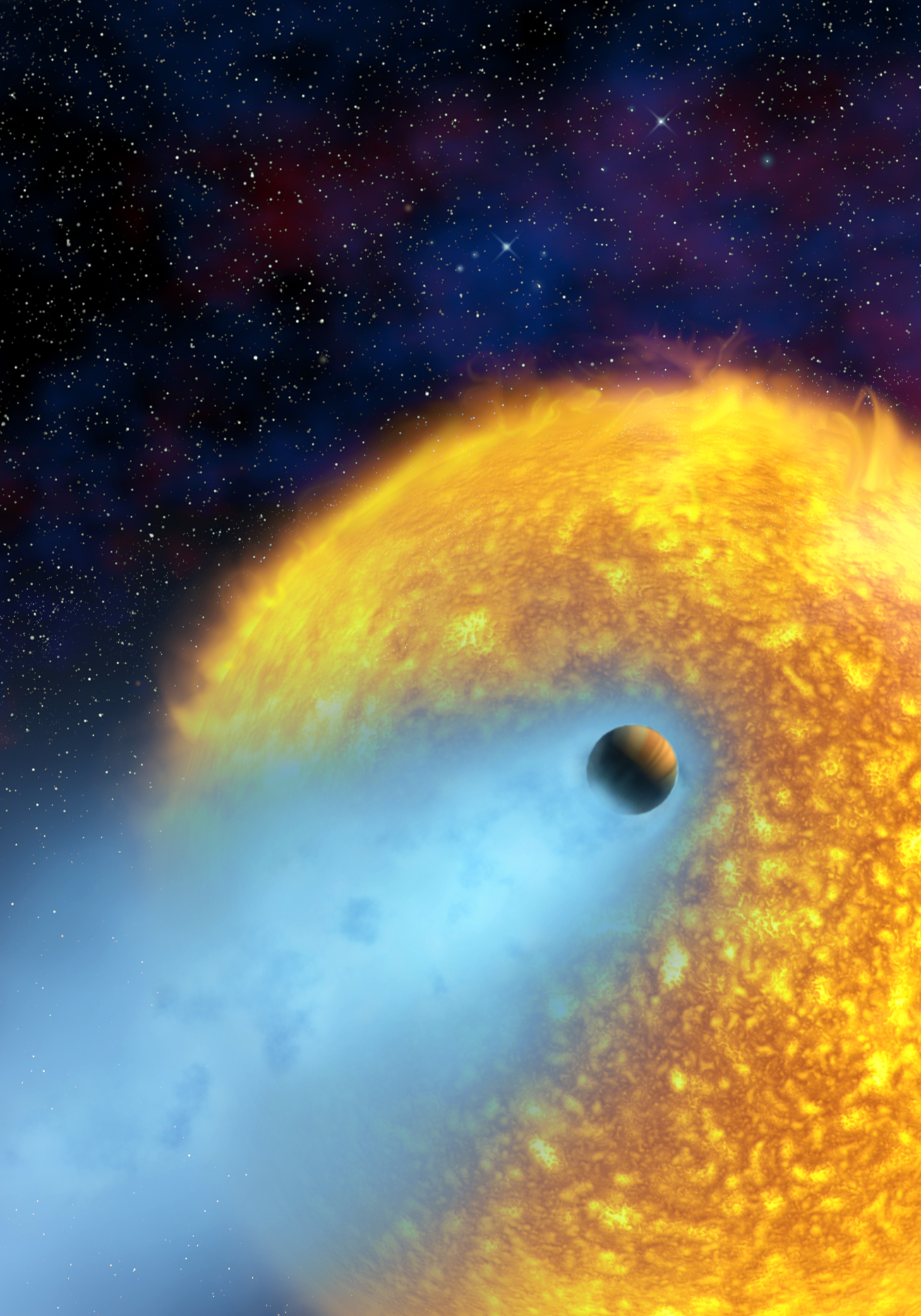
صورة تخيلية لأوزيريس يعبر نجمه HD 209458، وترى سحابة غازية تنزاح من الكوكب تحت تأثير الريح النجمي.

كشفت الدرسات الطيفية في 5 نوفمبر من سنة 1999 وجود كوكب يدور حول النجم HD 209458. ومن ثم أجرى العلماء العديد من القياسات الضوئية الفلكية لعدد من النجوم المعروفة بوجود كواكب تدور حولها، على أمل ملاحظة انكسار في البريق حدث نتيجة عبور الكوكب أمام سطح نجمه. ويتطلب هذا أن يميل مدار الكوكب بحيث يمر بين الأرض والنجم. ولم يتم تحديد عبور في السابق.
نجح العديد من الفرق العلمية مباشرة بعد اكتشافه من تحديد عبور الكوكب. أحد هذه الفرق كان بقيادة «ديفيد شاربونو» وآخر بقيادة «جورجي هنري». واعتبر النجاح في رصد عبور الكوكب أمام سطح نجمه أول كوكب خارج المجموعة الشمسية تم رصد عبوره. قاس فريق شاربونو في يومي 9 و16 سبتمبر من سنة 1999 تراجع في سطوع HD 209458 بنسبة 1.7% والذي نسب لمرور كوكب أمام النجم. وفي 8 نوفمبر رصد فريق هنري عبور جزئي وشاهدوا مرحلة الدخول فقط. بدايةً لم يتم التأكد من النتائج، لكن قرر فريق هنري الإسراع في عرض نتائجهم بعد أن سرت شائعات بأن شاربونو قد رصد عبور كامل في سبتمبر. وقد نشرت مجلة الفيزياء الفلكية في نفس العدد بحثاً لكلا الفريقين بوصف استمرار العبور لمدة ثلاث ساعات وتغطية هذا الكوكب لـ 1.5 % من وجه النجم أثناء العبور.
تم رصد الكوكب كثيراً بواسطة القمر الصناعي هيباركوس مما سمح للفلكيين بحساب مداره بشكل دقيق جداً وقدر بـ 3.524736 يوم.

### التحليل الطيفي
أظهر التحليل الطيفي بأن كتلة الكوكب تبلغ 0.69 من كتلة المشتري. كما سمح الاحتجاب الناتج من العبور بحساب نصف قطر الكوكب وقدر بأنه أكبر بـ 35% مرة من قطر المشتري.

### الاستكشاف المباشر
أعلنت ناسا في 22 مارس 2005 عن خبر قياس الأشعة تحت الحمراء الصادرة من الكوكب بواسطة مقراب سبيتزر الفضائي، وهو أول قياس كمي لضوء صادر عن كوكب خارج المجموعة الشمسية. وقد تم ذلك عن طريق طرح القيمة الثابتة لضوء النجم وملاحظة الفرق في القيمة مع العبور التدريجي للكوكب أمام النجم والقيمة التي يحجبها من الضوء النجمي، وإضافة قيمة الضوء الصادر عن الكوكب نفسه. وقد ساهمت هذه القياسات في تحديد درجة حرارة الكوكب وقدرت بأقل من 750 درجة مئوية. كما أكد المدار الدائري لهذا الكوكب

## اقرأ أيضا
- عبور فلكي
- عبور الزهرة 2004
- عبور الزهرة 2012